# Блази, Этторе
Этторе Блази (итал. Ettore Blasi; 18 марта 1895, Рим — неизвестно, Бразилия) — итальянский легкоатлет, выступавший в беге на длинные дистанции и марафонском беге. Участник летних Олимпийских игр 1920 и 1924 годов.

## Биография
Этторе Блази родился 16 марта 1895 года в итальянском городе Рим.
Выступал в соревнованиях по лёгкой атлетике за римский «Фортитудо». Пять раз становился чемпионом Италии: четырежды в полумарафоне (1919—1922), один раз в марафоне (1923). Кроме того, в 1913 году завоевал серебро в полумарафоне.
В 1920 году вошёл в состав сборной Италии на летних Олимпийских играх в Антверпене. В марафоне, который проводился под сильным холодным дождём, не смог завершить дистанцию.
В сентябре 1923 года выиграл Туринский международный марафон с результатом 2 часа 53 минуты 50,8 секунды.
В 1924 году вошёл в состав сборной Италии на летних Олимпийских играх в Париже. В марафоне не смог завершить дистанцию, хотя после первой половины держался среди лидеров.
Умер в Бразилии. Дата смерти неизвестна.

## Личный рекорд
- Марафон — 2:53.50,8 (сентябрь 1923, Турин)[1]

## Семья
Старший брат — Умберто Блази (1886—1938), итальянский легкоатлет, выступавший в марафонском беге. Участник летних Олимпийских игр 1908 года.